# Kill to Get Crimson
Kill to Get Crimson (engl. für: „Morden um Purpurrot zu kriegen“) ist das fünfte Soloalbum des britischen Musikers Mark Knopfler. Es erschien am 14. September 2007.

## Hintergrund
Kill to Get Crimson ist ein Rockalbum, das aus 12 Titeln besteht und eine Laufzeit von 56 Minuten und 55 Sekunden besitzt. Im Titel Nr. 8 „Let it All Go“ erklärt Knopfler, die Obsession eines Malers, der töten würde, um Karmin auf seinen Spachtel zu bekommen (...I’d kill to get crimson on this palette knife...). Dazu sagte Knopfler, dass er „versuche damit zu beleuchten, was es eigentlich bedeutet, wenn man die Malerei zu seinem einzigen und absoluten Lebensinhalt macht. Ja, was das eigentlich bedeutet! Dabei war mir sehr wichtig, dass ich dieses Thema in einer anderen Zeit betrachte; denn die Platte handelt letztlich von jemandem, der damals ungefähr so angesagt war wie Damien Hirst heutzutage, allerdings meine ich damit die späten Dreißiger. Es geht also um Kreativität und Ruhm in Kriegszeiten.“
Auf dem CD-Cover ist das Gemälde „Four Lambrettas and Three Portraits of Janet Churchman“ des britischen Malers John Bratby, aus dem Jahre 1958, zu sehen.

## Titelliste
1. True Love Will Never Fade – 4:21
2. The Scaffolder’s Wife – 3:52
3. The Fizzy And The Still – 4:07
4. Heart Full Of Holes – 6:36
5. We Can Get wild – 4:17
6. Secondary waltz – 3:43
7. Punish The Monkey – 4:36
8. Let It All Go – 5:17
9. Behind With The Rent – 4:46
10. The Fish And The Bird – 3:45
11. Madame Geneva’s – 3:59
12. In The Sky – 7:29

## Kritiken
- Ralph Geisenhanslüke schrieb in Der Tagesspiegel, dass die Lieder des neuen Albums „wie Meditationen wirken, so gemächlich und zurückgenommen, wie es sich nur Könner trauen.“ Jedoch schrieb er, dass er „gitarristisch weit unter seinen Möglichkeiten bleibt, verstreut allenfalls wie ein Chefkoch ein paar würzige Licks, ansonsten überlässt er das Feld lieber dem subtil eingesetzten Instrumentarium: Akkordeon, Zitter, Vibraphon oder Flöte. Knopfler kann alles, aber er muss nichts. Ein klarer Fall von Altersmilde.“[3]
- Christoph Andert schrieb in der Kronen Zeitung: „eine bemerkenswerte Platte mit knackig gereimten Zeilen, die ihre Mehrdeutigkeit und Poesie erst beim zweiten oder dritten Hinhören offenbaren.“[2]

## Kommerzieller Erfolg

### Chartplatzierungen
| ChartsChartplatzierungen       | Höchstplatzierung | Wochen |
| ------------------------------ | ----------------- | ------ |
| Deutschland (GfK)              | 2 (24 Wo.)        | 24     |
| Österreich (Ö3)                | 10 (6 Wo.)        | 6      |
| Schweiz (IFPI)                 | 3 (13 Wo.)        | 13     |
| Vereinigte Staaten (Billboard) | 27 (7 Wo.)        | 7      |
| Vereinigtes Königreich (OCC)   | 9 (5 Wo.)         | 5      |

| ChartsJahrescharts (2007) | Platzierung |
| ------------------------- | ----------- |
| Deutschland (GfK)         | 75          |
| Schweiz (IFPI)            | 58          |

### Auszeichnungen für Musikverkäufe
| Land/Region                  | Auszeichnungen für Musikverkäufe (Land/Region, Auszeichnung, Verkäufe) | Verkäufe |
| ---------------------------- | ---------------------------------------------------------------------- | -------- |
| Dänemark (IFPI)              | Gold                                                                   | 15.000   |
| Deutschland (BVMI)           | Gold                                                                   | 100.000  |
| Polen (ZPAV)                 | Gold                                                                   | 10.000   |
| Russland (NFPF)              | Gold                                                                   | 10.000   |
| Schweiz (IFPI)               | Gold                                                                   | 15.000   |
| Vereinigtes Königreich (BPI) | Silber                                                                 | 60.000   |
| Insgesamt                    | 1× Silber · 5× Gold ·                                                  | 210.000  |